# Måsøy
Gmina Måsøy (norw. Måsøy kommune) – norweska gmina leżąca w okręgu Finnmark. Jej siedzibą jest miasto Havøysund.
Måsøy jest 88. norweską gminą pod względem powierzchni.

## Demografia
Według danych z roku 2005 gminę zamieszkuje 1393 osób, gęstość zaludnienia wynosi 1,23 os./km². Pod względem zaludnienia Måsøy zajmuje 380. miejsce wśród norweskich gmin.
| ludność stan na 1 stycznia 2005 |         |           |       |
|                                 | kobiety | mężczyźni | razem |
| osób                            | 741     | 652       | 1393  |
| %                               | 53,19%  | 46,81%    | 100%  |

| wykształcenie stan na 1 października 2004 |        |         |        |        |
|                                           | podst. | średnie | wyższe | niezn. |
| osób                                      | 442    | 546     | 118    | 37     |
| %                                         | 38,67% | 47,77%  | 10,32% | 3,24%  |

## Edukacja
Według danych z 1 października 2004:
- liczba szkół podstawowych (norw. grunnskolar): 4
- liczba uczniów szkół podst.: 175

## Władze gminy
Według danych na rok 2011 administratorem gminy (norw. rådmann) jest Edmund Mikkelsen jr., natomiast burmistrzem (norw. ordfører, d. borgermester) – John Aase.